# Nekaneet Cree Nation
Nekaneet Cree Nation är ett reservat i Kanada.   Det ligger i provinsen Saskatchewan, i den södra delen av landet, 2 500 km väster om huvudstaden Ottawa.
Trakten runt Nekaneet Cree Nation består till största delen av jordbruksmark. Trakten runt Nekaneet Cree Nation är nära nog obefolkad, med mindre än två invånare per kvadratkilometer.